# Kamuy
Unter Kamuy (Ainu カムィ, japanisch 神威、神居; Bär, Gottheit) verstanden die Ainu gute und böse Götter und Kräfte, Gegenstände und Erscheinungen, die zu respektieren sind. Laut der traditionellen Vorstellung der Ainu sind alle Dinge belebt, haben eine eigene Kraft und wirken, wie auch Tiere und Pflanzen, analog zum menschlichen Handeln. Sie ähneln damit den Kami der japanischen Mythologie (der Missionar John Batchelor nahm an, dass dieses Wort seinen Ursprung bei den Ainu hatte) und den Wak'a der indigenen südamerikanischen Religionen der Quechua und Aymara. Die Verwendung des Begriffes ist bei den Ainu sehr weitläufig und kontextabhängig und kann sich sowohl auf etwas als besonders positiv als auch auf etwas als besonders stark Angesehenes beziehen. Batchelor vergleicht ihn mit dem griechischen Begriff Daimon.

## Liste
Die wichtigsten Kamuy sind: 

- Ape-huci-kamuy, Feuergöttin
- Aynurakkur, auch Oyna-kamuy, Kulturheros, der den Menschen die Domestizierung zeigte
- Cise-kor-kamuy, Gott des Hauses
- Cikap-kamuy, auch Kotan-kar-kamuy (コタンカㇽカムイ), Gott der Eulen und des Landes
- Hasinaw-uk-kamuy (ハシナウウㇰカムイ), Jagdgöttin
- Kandakoro-kamuy, Gott des Himmels
- Kenas-unarpe (ケナㇱウナㇻペ), Bluttrinkendes Monster (Opfer sind meistens Jäger)
- Kim-un-kamuy (キムンカムイ), Gott der Bären und der Berge
- Kina-sut-kamuy (キナスッカムイ), Gott der Schlangen
- Kunnecup-kamuy, Mondgott
- Mosirkara-kamuy, Schöpfer der Erde
- Nusa-kor-kamuy (ヌサコㇽカムイ), Götterbote
- Pawci-kamuy, Gott des Wahnsinns
- Repun-kamuy, Meeresgott
- Sirampa-kamuy, Vegetationsgott
- Tokapcup-kamuy, Sonnengott
- Wakka-us-kamuy, Gott des frischen Wassers
- Yushkep-kamuy, Gott der Spinnen

Weitere Kamuy:
- At-kor-kamuy, Seeungeheuer

Des Weiteren werden Schutzengel als Ituren-Kamui bezeichnet.